# Olympische Jugend-Winterspiele 2020/Teilnehmer (Portugal)
| Gelbes Symbol für Goldmedaillen mit stilisierten Olympischen Ringen | Graues Symbol für Silbermedaillen mit stilisierten Olympischen Ringen | Braundes Symbol für Bronzemedaillen mit stilisierten Olympischen Ringen |
| ------------------------------------------------------------------- | --------------------------------------------------------------------- | ----------------------------------------------------------------------- |
| —                                                                   | —                                                                     | —                                                                       |

Portugal nahm an den Olympischen Jugend-Winterspielen 2020 in Lausanne mit zwei Athleten (ein Junge und ein Mädchen) im Ski Alpin teil.

## Teilnehmer nach Sportarten

### Ski Alpin
| Athleten         | Wettbewerbe  | 1. Lauf     | 1. Lauf | 2. Lauf     | 2. Lauf | Gesamt      | Gesamt |
| Athleten         | Wettbewerbe  | Zeit        | Rang    | Zeit        | Rang    | Zeit        | Rang   |
| ---------------- | ------------ | ----------- | ------- | ----------- | ------- | ----------- | ------ |
| Jungen           |              |             |         |             |         |             |        |
| Manuel Ramos     | Riesenslalom | 1:16,59 min | 54      | 1.15,48 min | 47      | 2:32,07 min | 47     |
| Manuel Ramos     | Slalom       | 51,25 s     | 49      | 52,53 s     | 36      | 1:43,78 min | 36     |
| Mädchen          |              |             |         |             |         |             |        |
| Vanina Guerillot | Riesenslalom | DNF         | DNF     | DNF         | DNF     | DNF         | DNF    |
| Vanina Guerillot | Slalom       | 48,91 s     | 25      | DNF         | DNF     | DNF         | DNF    |
| Vanina Guerillot | Super-G      | –           | –       | –           | –       | 59,10 s     | 28     |
| Vanina Guerillot | Kombination  | 59,10 s     | 28      | DNF         | DNF     | DNF         | DNF    |